# Campionati mondiali di nuoto in vasca corta 2022 - 200 metri dorso maschili
La gara dei 200 metri dorso maschili dei campionati mondiali di nuoto in vasca corta 2022 si è svolta il 18 dicembre 2022. Al mattino si sono svolte le batterie, mentre la finale si è disputata nella serata.

## Podio
| Pos.    | Atleta       | Nazione     |
| ------- | ------------ | ----------- |
| Oro     | Ryan Murphy  | Stati Uniti |
| Argento | Shaine Casas | Stati Uniti |
| Bronzo  | Lorenzo Mora | Italia      |

## Record
Prima della manifestazione il record del mondo (RM) e il record dei campionati (RC) erano i seguenti.
|  | 1'45"63 | Mitch Larkin | 27 novembre 2015 Sydney |
|  | 1'46"68 | Ryan Lochte  | 19 dicembre 2010 Dubai  |

Durante la competizione non sono stati migliorati record.

## Risultati

### Batterie
| Pos. | Batteria | Corsia | Atleta                      | Nazionalità   | Tempo        | Note |
| ---- | -------- | ------ | --------------------------- | ------------- | ------------ | ---- |
| 1    | 3        | 4      | Shaine Casas                | Stati Uniti   | 1'49"46      | Q    |
| 2    | 4        | 3      | Mewen Tomac                 | Francia       | 1'49"61      | Q    |
| 3    | 4        | 4      | Ryan Murphy                 | Stati Uniti   | 1'49"71      | Q    |
| 4    | 4        | 5      | Lorenzo Mora                | Italia        | 1'49"79      | Q    |
| 5    | 4        | 6      | Yohann Ndoye-Brouard        | Francia       | 1'50"12      | Q    |
| 6    | 3        | 3      | Luke Greenbank              | Gran Bretagna | 1'50"34      | Q    |
| 7    | 2        | 5      | Ryota Naito                 | Giappone      | 1'50"78      | Q    |
| 8    | 2        | 4      | Radosław Kawęcki            | Polonia       | 1'50"97      | Q    |
| 9    | 2        | 6      | Bradley Woodward            | Australia     | 1'51"46      |      |
| 10   | 2        | 2      | Pieter Coetze               | Sudafrica     | 1'51"51      |      |
| 11   | 3        | 2      | Ty Hartwell                 | Australia     | 1'51"95      |      |
| 12   | 2        | 3      | Hugo González de Oliveira   | Spagna        | 1'52"02      |      |
| 13   | 4        | 7      | Yakov Yan Toumarkin         | Israele       | 1'53"03      |      |
| 14   | 3        | 1      | Kane Follows                | Nuova Zelanda | 1'53"11      |      |
| 15   | 2        | 7      | Tao Guannan                 | Cina          | 1'53"14      |      |
| 16   | 3        | 8      | João Costa                  | Portogallo    | 1'53"54      |      |
| 17   | 3        | 7      | Kacper Stokowski            | Polonia       | 1'53"88      |      |
| 18   | 2        | 1      | Hayden Kwan                 | Hong Kong     | 1'53"95      |      |
| 19   | 4        | 1      | Yeziel Morales              | Porto Rico    | 1'53"99      |      |
| 20   | 4        | 2      | Armin Evert Lelle           | Estonia       | 1'54"16      |      |
| 21   | 4        | 8      | Kaloyan Levterov            | Bulgaria      | 1'55"98      |      |
| 22   | 1        | 6      | Merdan Ataýew               | Turkmenistan  | 1'59"49      |      |
| 23   | 1        | 4      | Abdellah Ardjoune           | Algeria       | 1'59"78      |      |
| 24   | 2        | 8      | Ratthawit Thammananthachote | Thailandia    | 2'00"85      |      |
| DSQ  | 3        | 5      | Javier Acevedo              | Canada        | Squalificato |      |
| DNS  | 1        | 2      | Bede Aitu                   | Isole Cook    | Non partito  |      |
| DNS  | 1        | 3      | Chuang Mu-lun               | Taipei cinese | Non partito  |      |
| DNS  | 1        | 5      | Ziyad Saleem                | Sudan         | Non partito  |      |
| DNS  | 3        | 6      | Daiki Yanagawa              | Giappone      | Non partito  |      |

### Finale
| Pos. | Corsia | Atleta               | Nazionalità   | Tempo   | Note |
| ---- | ------ | -------------------- | ------------- | ------- | ---- |
|      | 3      | Ryan Murphy          | Stati Uniti   | 1'47"41 |      |
|      | 4      | Shaine Casas         | Stati Uniti   | 1'48"01 |      |
|      | 6      | Lorenzo Mora         | Italia        | 1'48"45 |      |
| 4    | 2      | Yohann Ndoye-Brouard | Francia       | 1'49"23 |      |
| 5    | 7      | Luke Greenbank       | Gran Bretagna | 1'49"79 |      |
| 6    | 5      | Mewen Tomac          | Francia       | 1'49"93 |      |
| 7    | 8      | Radosław Kawęcki     | Polonia       | 1'50"33 |      |
| 8    | 1      | Ryota Naito          | Giappone      | 1'51"67 |      |